# Mola

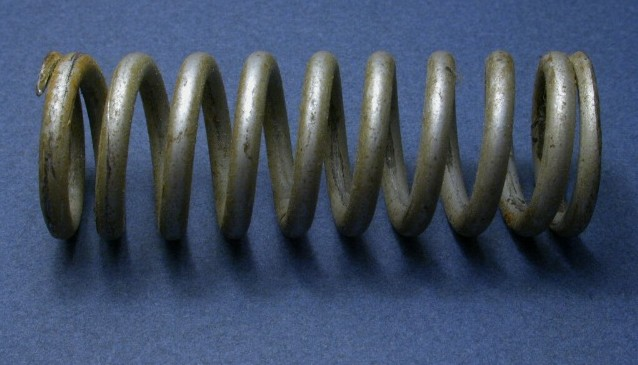
Mola.

Uma mola (do italiano molla) é um objeto elástico flexível usado para armazenar a energia mecânica. As molas são feitas de arame geralmente, tendo, como matéria-prima mais utilizada, o aço temperado.

## Tipos
- Helicoidal (ou bobina): feita enrolando um fio em torno de um cilindro; e cónica: molas helicoidais e cónicas são tipos de molas de torção, porque o fio próprio é torcido quando a mola é comprimida ou esticada.
  - Molas de helicoidais de torção podem ser classificadas como (Extremidades especiais  o  extremidades de gancho curto  o  extremidades articuladas  o  saliência direita e torção direito).   A tolerância em graus de posicionamento para as molas helicoidais se dá pela relação do número de espiras. As molas helicoidais de torção estão referidas a uma tensão de flexão que se induz nas espiras, ao invés de torção.[2]

- Lâmina: quando montada em feixes, é usada na suspensão traseira de veículos pesados.
- Espiral: usada nos pulsos de disparo e nos galvanômetros.
- Torção: mola projetada para ser mais torcida que comprimida ou estendida.
- Gás: um volume do gás que é comprimido.
- Faixa de borracha: uma mola de tensão onde a energia é armazenada esticando o material.
- Belleville: um disco usado geralmente para aplicar a tensão a um parafuso.
- Pneumática: as primeiras molas pneumáticas foram desenvolvidas pela Firestone na década de 1930. Suspensões a ar com molas Firestone foram apresentadas pela primeira vez em automóveis experimentais em 1935.

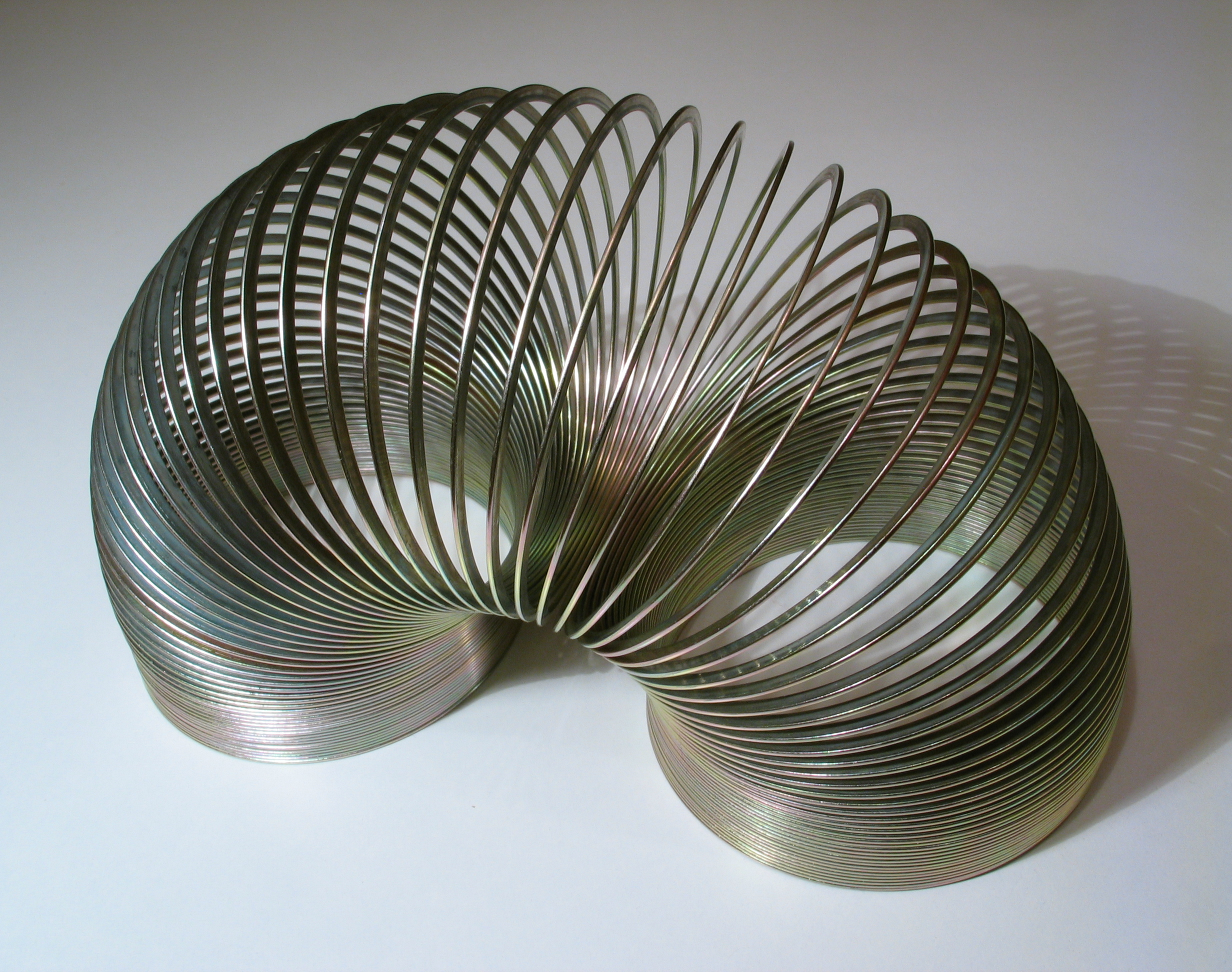
Mola utilizada como brinquedo.

Em 1944, para atender a solicitação de desenvolvimento de um novo modelo de ônibus que necessitava de uma suspensão que reduzisse os choques e vibrações transmitidas ao veículo e passageiros, a Firestone desenvolveu molas pneumáticas de duas convoluções que foram incorporadas ao projeto desse ônibus cuja produção iniciou-se em 1953.
Os materiais dos foles e as válvulas niveladoras tiveram um desenvolvimento significativo a partir dos anos 1960. Mais recentemente, os controles eletrônicos também registraram grande aperfeiçoamento.
Atualmente, a suspensão a ar é muito utilizada na montagem de ônibus, para assegurar um rodar mais suave. Pela mesma razão, é empregada também em vagões ferroviários e de metrô, especialmente no transporte urbano.
Bolsões pneumáticos ou foles também são usados em automóveis e utilitários, principalmente como auxiliares das molas de aço do eixo traseiro, para compensar a inclinação do veículo causada pela carga do porta-malas ou pelo reboque.
A preferência por este tipo de suspensão entre os caminhões, reboques e semirreboques também vem aumentando, devido à maior proteção oferecida à carga, ao aumento da vida útil do equipamento e redução dos custos e dos tempos de manutenção. É dada pela fórmula: F=kx.

## Teoria
Na física clássica, uma mola pode ser vista como um dispositivo que armazene a energia potencial esticando as ligações entre os átomos de um material elástico.
A lei de Hooke da elasticidade indica que a extensão de uma haste elástica (seu comprimento distendido menos seu comprimento relaxado) é linearmente proporcional à sua tensão e à força usada para esticá-la. Similarmente, a contração (extensão negativa) é proporcional à compressão (tensão negativa).
Esta lei relaciona-se somente quando há deformação (extensão ou contração). Para deformações além do limite elástico, as ligações atômicas começam a ser rompidas, e uma mola pode formar ondas, ou deformar-se permanentemente, ou seja, rompe-se a sua constante elástica K. Muitos materiais não têm nenhum limite elástico claramente definido, e a lei de Hooke não pode ser significativamente aplicada a estes materiais.
A lei de Hooke é realmente uma consequência matemática do fato que a energia potencial da haste está no estado relaxado.